# Coupe d'Afrique de rugby à XV 2008-2009
Navigation
Coupe d'Afrique 2007 Coupe d'Afrique 2010
La Coupe d'Afrique de rugby à XV 2008-2009 est une compétition organisée par la Confédération africaine de rugby qui oppose les 14 meilleures nations africaines (12 équipes ayant participé à l'édition précédente et deux équipes vainqueurs des deux poules du CAR Trophy 2007). Les résultats des matchs comptent également pour les qualifications pour la Coupe du monde 2011.
Débutée en mai 2008, elle se termine en novembre 2009 par la victoire de la Namibie. Un tournoi intermédiaire est organisé au Maroc à Safi du 8 au 11 juillet 2009 pour les deuxièmes de chaque poule du 2e tour. 

## Participants
Les quatorze nations sont :
| Rang RA | Rang WR | Équipe        | Participation (Pre) | Meilleur résultat      |
| ------- | ------- | ------------- | ------------------- | ---------------------- |
| 1       | 26      | Namibie       | 9e (2000)           | Vainqueur (2002, 2004) |
| 2       | 29      | Maroc         | 9e (2000)           | Vainqueur (2003, 2005) |
| 3       | 32      | Tunisie       | 8e (2000)           | Finaliste (2002)       |
| 4       | 35      | Ouganda       | 6e (2003)           | Vainqueur (2007)       |
| 5       | 39      | Kenya         | 6e (2003)           |                        |
| 6       | 43      | Côte d'Ivoire | 8e (2001)           |                        |
| 7       | 44      | Madagascar    | 7e (2002)           | Finaliste (2005, 2007) |
| 8       | 57      | Zimbabwe      | 9e (2000)           |                        |
| 9       | 68      | Sénégal       | 3e (2006)           |                        |
| 10      | 71      | Zambie        | 4e (2004)           |                        |
| 11      | 77      | Botswana      | 2e (2003)           |                        |
| 12      | 79      | Cameroun      | 4e (2004)           |                        |
| 13      | 80      | Eswatini      | 1er (2009)          |                        |
| 14      | 90      | Nigeria       | 1er (2009)          |                        |

## Premier tour
| 11 mai 2008 | Cameroun | 26 – 6 | Nigeria | Yaoundé |
| 11 mai 2008 |          |        |         | Yaoundé |
| 11 mai 2008 |          |        |         | Yaoundé |

| 17 mai 2008 | Botswana | 25 – 7 | Eswatini | Gaborone |
| 17 mai 2008 |          |        |          | Gaborone |
| 17 mai 2008 |          |        |          | Gaborone |

## Deuxième tour
Les 12 équipes qualifiées sont réparties en quatre poules. Le premier de chaque poule est qualifié pour les demi-finales. Trois points sont attribués pour une victoire, deux points pour un match nul, un point en cas de défaite.

### Poule A
| Rang | Nation   | J | V | N | D | Pm | Pe | Diff | Pts |
| ---- | -------- | - | - | - | - | -- | -- | ---- | --- |
| 1    | Namibie  | 2 | 2 | 0 | 0 | 48 | 31 | +17  | 6   |
| 2    | Sénégal  | 1 | 0 | 0 | 1 | 10 | 13 | -3   | 1   |
| 3    | Zimbabwe | 1 | 0 | 0 | 1 | 21 | 35 | -14  | 1   |

|  | Qualifié pour les demi-finales (no 1). |
|  | Qualifié pour le tournoi intermédiaire (no 2).                                                                                               |
|  | Pts, points; J, matchs joués; V, victoires ; N, match nuls ; D, défaites ; PP, points pour ; PC, points contre ; Diff, différence de points. |

| 14 juin 2008 | Sénégal | 10 – 13 | Namibie | Dakar |
| 14 juin 2008 |         |         |         | Dakar |
| 14 juin 2008 |         |         |         | Dakar |

| 2 août 2008 | Namibie | 35 – 21 | Zimbabwe | Windhoek |
| 2 août 2008 |         |         |          | Windhoek |
| 2 août 2008 |         |         |          | Windhoek |

| 2008 | Zimbabwe | Non joué | Sénégal | Harare |
| 2008 |          |          |         | Harare |
| 2008 |          |          |         | Harare |

### Poule B
| Rang | Nation        | J | V | N | D | Pm | Pe | Diff | Pts |
| ---- | ------------- | - | - | - | - | -- | -- | ---- | --- |
| 1    | Côte d'Ivoire | 2 | 2 | 0 | 0 | 53 | 18 | +35  | 6   |
| 2    | Maroc         | 2 | 1 | 0 | 1 | 38 | 39 | -1   | 4   |
| 3    | Zambie        | 2 | 0 | 0 | 2 | 27 | 61 | -34  | 2   |

|  | Qualifié pour les demi-finales (no 1). |
|  | Qualifié pour le tournoi intermédiaire (no 2).                                                                                               |
|  | Pts, points; J, matchs joués; V, victoires ; N, match nuls ; D, défaites ; PP, points pour ; PC, points contre ; Diff, différence de points. |

| 14 juin 2008 | Zambie | 18 – 29 | Maroc | Lusaka |
| 14 juin 2008 |        |         |       | Lusaka |
| 14 juin 2008 |        |         |       | Lusaka |

| 12 juillet 2008 | Côte d'Ivoire | 32 – 9 | Zambie | Abidjan |
| 12 juillet 2008 |               |        |        | Abidjan |
| 12 juillet 2008 |               |        |        | Abidjan |

| 2 août 2008 | Maroc | 9 – 21 | Côte d'Ivoire | Casablanca |
| 2 août 2008 |       |        |               | Casablanca |
| 2 août 2008 |       |        |               | Casablanca |

### Poule C
| Rang | Nation   | J | V | N | D | Pm | Pe | Diff | Pts |
| ---- | -------- | - | - | - | - | -- | -- | ---- | --- |
| 1    | Tunisie  | 2 | 2 | 0 | 0 | 60 | 25 | +35  | 6   |
| 2    | Kenya    | 2 | 1 | 0 | 1 | 91 | 52 | +39  | 4   |
| 3    | Cameroun | 2 | 0 | 0 | 2 | 18 | 92 | -74  | 2   |

|  | Qualifié pour les demi-finales (no 1). |
|  | Qualifié pour le tournoi intermédiaire (no 2).                                                                                               |
|  | Pts, points; J, matchs joués; V, victoires ; N, match nuls ; D, défaites ; PP, points pour ; PC, points contre ; Diff, différence de points. |

| 14 juin 2008 | Cameroun | 10 – 16 | Tunisie | Yaoundé |
| 14 juin 2008 |          |         |         | Yaoundé |
| 14 juin 2008 |          |         |         | Yaoundé |

| 12 juillet 2008 | Kenya | 76 – 8 | Cameroun | Nairobi |
| 12 juillet 2008 |       |        |          | Nairobi |
| 12 juillet 2008 |       |        |          | Nairobi |

| 2 août 2008 | Tunisie | 44 – 15 | Kenya | Tunis |
| 2 août 2008 |         |         |       | Tunis |
| 2 août 2008 |         |         |       | Tunis |

### Poule D
| Rang | Nation     | J | V | N | D | Pm | Pe | Diff | Pts |
| ---- | ---------- | - | - | - | - | -- | -- | ---- | --- |
| 1    | Ouganda    | 2 | 2 | 0 | 0 | 59 | 32 | +27  | 6   |
| 2    | Madagascar | 2 | 1 | 0 | 1 | 67 | 47 | +20  | 4   |
| 3    | Botswana   | 2 | 0 | 0 | 2 | 25 | 72 | -47  | 2   |

|  | Qualifié pour les demi-finales (no 1). |
|  | Qualifié pour le tournoi intermédiaire (no 2).                                                                                               |
|  | Pts, points; J, matchs joués; V, victoires ; N, match nuls ; D, défaites ; PP, points pour ; PC, points contre ; Diff, différence de points. |

| 14 juin 2008 | Botswana | 10 – 27 | Ouganda | Gaborone |
| 14 juin 2008 |          |         |         | Gaborone |
| 14 juin 2008 |          |         |         | Gaborone |

| 12 juillet 2008 | Madagascar | 45 – 15 | Botswana | Antananarivo |
| 12 juillet 2008 |            |         |          | Antananarivo |
| 12 juillet 2008 |            |         |          | Antananarivo |

| 2 août 2008 | Ouganda | 32 – 22 | Madagascar | Kampala |
| 2 août 2008 |         |         |            | Kampala |
| 2 août 2008 |         |         |            | Kampala |

## Demi-finales
Les demi-finales se jouent en matchs aller-retour.
| 12 juin 2009 | Ouganda | 17 – 41 | Tunisie | Kampala |
| 12 juin 2009 |         |         |         | Kampala |
| 12 juin 2009 |         |         |         | Kampala |

| 27 juin 2009 | Tunisie | 38 – 13 | Ouganda | Tunis |
| 27 juin 2009 |         |         |         | Tunis |
| 27 juin 2009 |         |         |         | Tunis |

La Tunisie est qualifiée pour la finale.
| 14 juin 2009 | Côte d'Ivoire | 13 – 13 | Namibie | Abidjan |
| 14 juin 2009 |               |         |         | Abidjan |
| 14 juin 2009 |               |         |         | Abidjan |

| 27 juin 2009 | Namibie | 54 – 14 | Côte d'Ivoire | Windhoek |
| 27 juin 2009 |         |         |               | Windhoek |
| 27 juin 2009 |         |         |               | Windhoek |

La Namibie est qualifiée pour la finale.

## Finale
La finale se joue en matchs aller-retour. La Namibie remporte la coupe en gagnant les deux matchs et se qualifie pour la Coupe du monde 2011.
| 14 novembre 2009 | Tunisie | 13 – 18 | Namibie | Tunis |
| 14 novembre 2009 |         |         |         | Tunis |
| 14 novembre 2009 |         |         |         | Tunis |

| 28 novembre 2009 | Namibie | 22 – 10 | Tunisie | Windhoek |
| 28 novembre 2009 |         |         |         | Windhoek |
| 28 novembre 2009 |         |         |         | Windhoek |

## Tournoi intermédiaire 2009
Le Cameroun remplace Madagascar. 
|  | Demi-finales         | Demi-finales        |                        |    | Finale               | Finale               |
|  | Demi-finales         | Demi-finales        |                        |    | Finale               | Finale               |
|  |                      |                     |                        |    |                      |                      |
|  | le 8 juillet à Safi  | le 8 juillet à Safi |                        |    | le 11 juillet à Safi | le 11 juillet à Safi |
|  | le 8 juillet à Safi  | le 8 juillet à Safi |                        |    | le 11 juillet à Safi | le 11 juillet à Safi |
|  | Kenya                | 22                  |                        |    | le 11 juillet à Safi | le 11 juillet à Safi |
|  | Kenya                | 22                  |                        |    | le 11 juillet à Safi | le 11 juillet à Safi |
|  | Sénégal              | 7                   |                        |    | le 11 juillet à Safi | le 11 juillet à Safi |
|  | Sénégal              | 7                   | Maroc                  | 29 |                      |                      |
|  | le 8 juillet à Safi  |                     | Maroc                  | 29 |                      |                      |
|  |                      | Kenya               | 11                     |    |                      |                      |
|  | Maroc                | Kenya               | 11                     | 11 |                      |                      |
|  | Maroc                |                     |                        | 11 |                      |                      |
|  | Cameroun             | 0                   |                        |    |                      |                      |
|  | Cameroun             | 0                   | Match pour la 3e place |    |                      |                      |
|  |                      |                     |                        |    |                      |                      |
|  | le 11 juillet à Safi |                     |                        |    |                      |                      |
|  |                      |                     |                        |    |                      |                      |
|  | Sénégal              | 11                  |                        |    |                      |                      |
|  | Sénégal              | 11                  |                        |    |                      |                      |
|  | Cameroun             | 3                   |                        |    |                      |                      |
|  | Cameroun             | 3                   |                        |    |                      |                      |

### Finale
| 11 juillet 2009 | Maroc | 29 – 11 | Kenya | Safi |
| 11 juillet 2009 |       |         |       | Safi |
| 11 juillet 2009 |       |         |       | Safi |